# Louis-Philippe Normand
Pour les articles homonymes, voir Normand (homonymie).
Louis-Philippe Normand (Trois-Rivières, 1863 - 1928) est un médecin et un politicien canadien.

## Biographie
Diplômé de médecine de l'Université Laval en 1886, il pratiqua à Trois-Rivières.
En tant que médecin chirurgien, il fut le premier président de l’Association Médicale du district des Trois-Rivières en 1901. Il fut également, tour à tour Président du Collège des médecins et chirurgiens (1907-1914), Président du Congrès des médecins de langue française de l'Amérique du Nord (Trois-Rivières, 1904 à 1906) et le premier francophone à occuper le poste de Président du Conseil médical du Canada (1922).
Il prit son premier mandat de maire de la ville de Trois-Rivières de 1908 à 1913 quelques jours après l'incendie majeur de 1908, où il a su rapidement faire face aux défis de la reconstruction. C’est sans doute beaucoup grâce à lui que la ville a pu se refaire une image adaptée aux enjeux de la modernité qui l’attendaient en cette période de développement rapide de l’industrialisation. Le docteur Normand reprit le titre de maire de Trois-Rivières pour un second mandat de 1921 à 1923. En 1921, il fut nommé président du Conseil privé du Canada.
Reconnu pour son humanité, le Docteur Normand fut de tous les combats, notamment en ce qui a trait à la tuberculose, la mortalité infantile et la pauvreté. Il est aussi un ardent défenseur de la langue française.
À l’été 2008, la ville de Trois-Rivières autorisait ses descendants à installer une plaque commémorative sur bloc de granit au parc Champlain. Le 18 septembre 2009, la conseillère municipale Joan Lefebvre dévoilait officiellement à l’hôtel de ville la pancarte dénommant le boulevard L.-P. NORMAND situé dans le nouveau parc industriel 40-55.

## Hommage
Extraits d’un texte paru dans le journal Le Nouvelliste de Trois-Rivières, en 1928, au lendemain de son décès, sous la plume de Me Joseph Barnard.
« Après de brillantes études médicales commencées à l'Université Laval à Montréal, puis continuées à Paris et aux États-Unis, le Docteur Normand commençait aux Trois-Rivières, en 1887, une pratique active de sa profession qu'il a poursuivie jusqu'à sa mort. On se rappelle que tout de suite dès le début le jeune praticien étonna par la sûreté de son diagnostic et opéra des cures réputées merveilleuses ; dans le domaine de la chirurgie il accomplit également ce que l'on considérait être des miracles.
Le bruit de ses rapides succès ne tarda pas à le charger d'une clientèle de plus en plus nombreuse ; les malades venaient de partout, et même de l'étranger confier leurs misères au talentueux jeune médecin.
Est-il besoin de rappeler aujourd'hui les qualités spéciales qui faisaient du Docteur Normand le médecin que tous les malades appelaient de préférence à leur chevet. C'est que, en plus de ses connaissances profondes de l'art médical, le bon Médecin apportait à ses patients une immense sympathie et une fraternelle affection. Si l'on ajoute à cela le fait que le Docteur Normand répondait inlassablement à tous les appels, et accourait avec le même empressement au chevet du pauvre comme du riche, on s'explique de quelle affectueuse admiration le Docteur Normand était entouré ici, comme partout où il avait l'occasion de faire du bien.
Et l'on s'explique très bien le fait que, à certaines heures particulièrement difficiles, nos concitoyens des Trois-Rivières aient été frapper à sa porte pour solliciter son concours à la solution d'un problème de notre vie publique. Au lendemain du grand désastre de 1908, alors que le Docteur Normand arrivait du Congrès Médical de Paris où il avait représenté le Canada avec honneur, on le supplia de prendre charge de notre administration municipale désemparée. On mettait ainsi sur les épaules du même homme une double tâche, également lourde et également épuisante ; on demandait au Docteur Normand d'ajouter aux charges si multiples de sa profession, celle particulièrement délicate de relever de ses cendres plus de la moitié d'une ville, et de réorganiser sa marche vers le progrès futur. On sait avec quelle ardeur le maire de 1908 se mit à la tâche, et quel succès remportèrent ceux que son généreux exemple avait animés. Il eut été intéressant d'entendre le Docteur Normand raconter la destruction de notre ville, nous faire revivre les heures troublantes de cette période tragique de notre cité et son héroïque reconstruction immédiatement commencée.
Heures troublantes, à ce moment-là, certes! Mais devenues tout de suite des heures d'espérance grâce à l'inlassable énergie du Maire Normand et de nos généreux concitoyens. Par malheur, le Docteur Normand si dévoué, si empressé pour rendre service à tout le monde, n'oubliait que lui-même.
Au cours de sa carrière, le Docteur Normand s'est vu décerner  tous les honneurs. Il fut président de la Société Médicale des Trois-Rivières; président du 3e Congrès des Médecins de Langue Française aux Trois-Rivières, en 1906 ; président du Collège des Médecins de la Province de Québec en 1907-14 ; président du Conseil médical du Canada. Il a été échevin de sa ville natale en 1900, et maire à deux reprises, de 1908-13, et de 1921-23. Candidat conservateur en 1911, et ministre président du Conseil privé en 1921 dans le cabinet Meighen. Monsieur le Docteur Normand a été créé Commandeur de l'Ordre de Saint-Grégoire-le-Grand en 1921, et officier de la Légion d'honneur. Il fut de plus président conjoint du monument Laflèche, président des Retraites fermées, etc.
Le deuil de la société Médicale, de tous nos concitoyens, est immense. Mais il n'est rien pourtant si on le compare à celui qu'éprouve la famille du regretté défunt. Le Docteur Normand qui avait le cœur si large pour tous, avait dans ce cœur une place de choix pour ceux de sa famille, pour ceux dont il était le père vénéré et chéri. Le chagrin pour ceux-là est incommensurable. Aussi prions-nous Madame Normand et la famille en deuil d'accepter l'assurance de notre vive sympathie. »